# Herzberg (Elster)
Herzberg (Elster) er administrationsby i landkreis Elbe-Elster i den tyske delstat Brandenburg.
Herzberg(Elster) ligger ved Schwarzen Elster i den sydlige del af Brandenburg, på grænsen til Sachsen og Sachsen-Anhalt cirka 90 km syd for Berlin.
Herzberg (Elster) er venskabsby med :
- Büdingen, Hessen
- Swiebodzin, Polen
- Dixon, USA
- Soest, Nordrhein-Westfalen

Fra 1939 til 1945 var Deutschlandsender Herzberg/Elster, en kæmpe langbølgesender, den næststørste konstruktion i verden.; Fundamenterne til masten kan stadig ses.
- Wikimedia Commons har flere filer relateret til Herzberg (Elster)